# Tenis en India

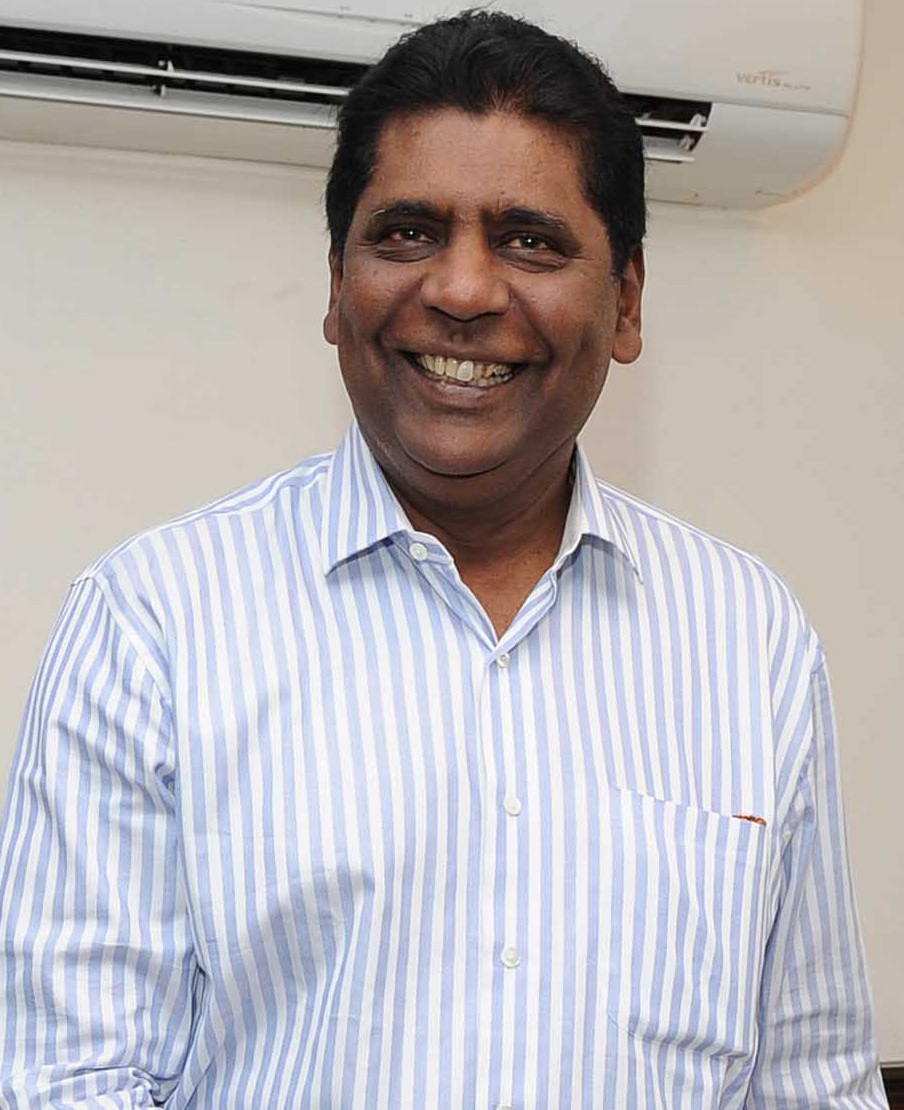
Vijay Amritraj No.16 del ranking ATP.

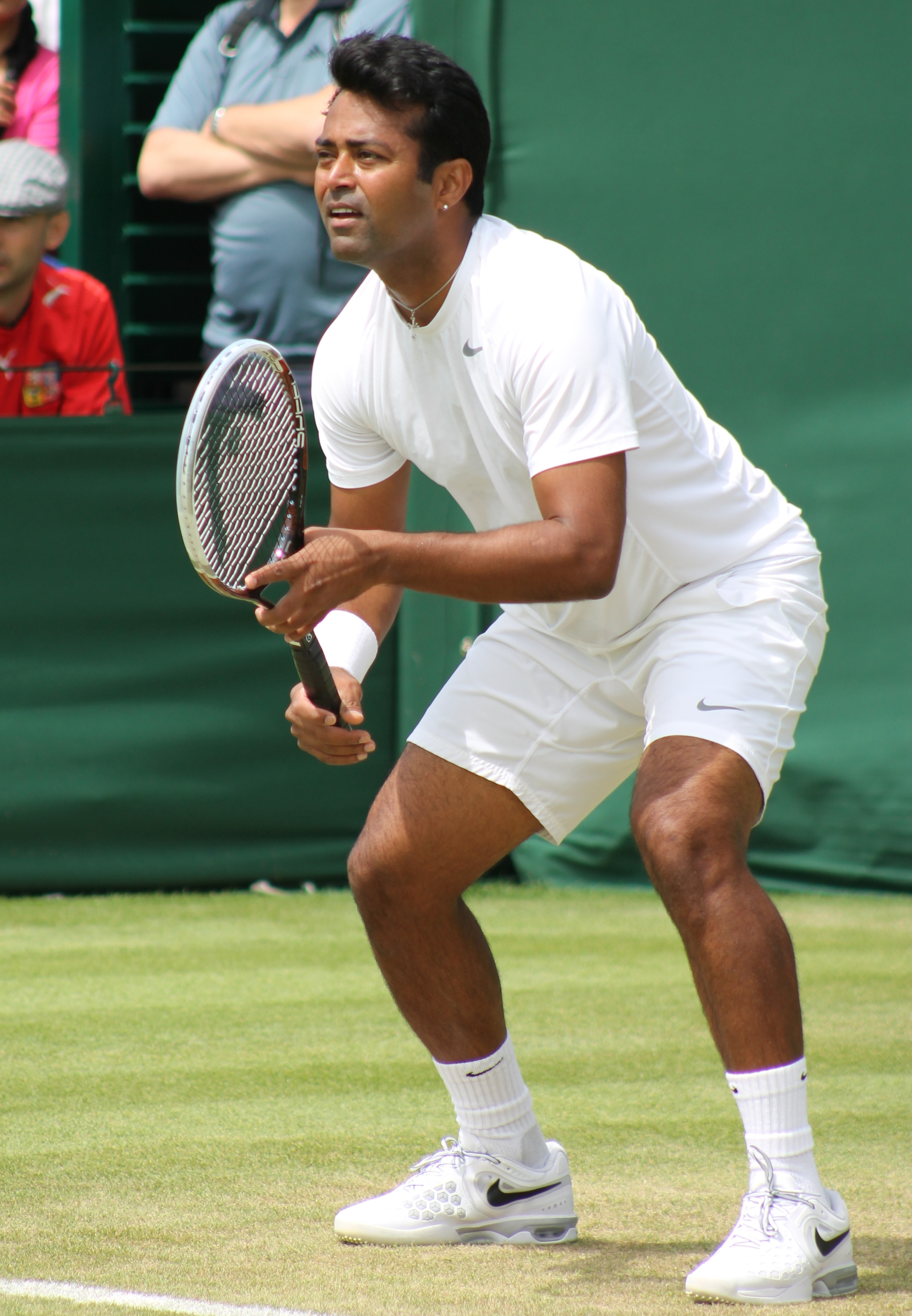
Leander Paes No.1 del ranking ATP en dobles.

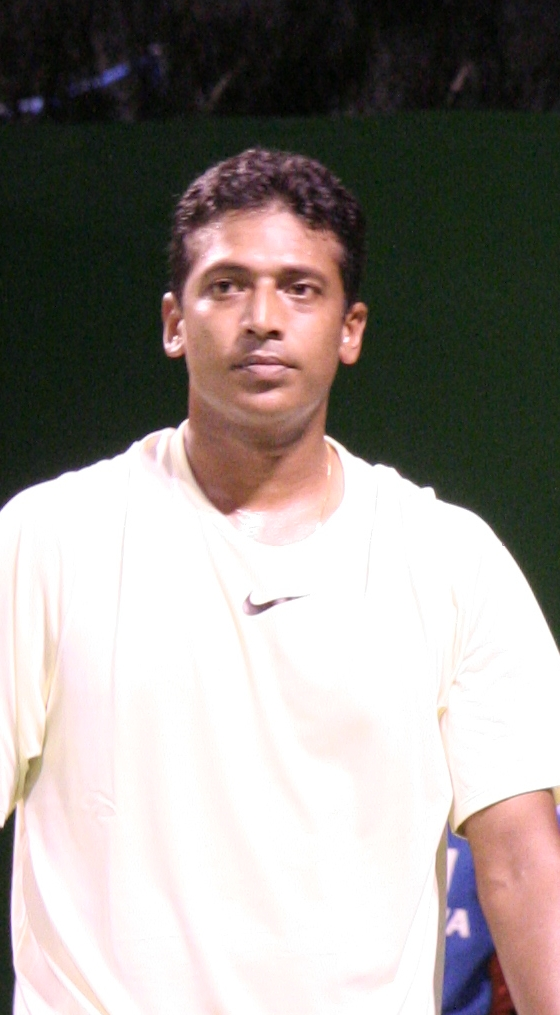
Mahesh Bhupathi No.1 del ranking ATP en dobles.

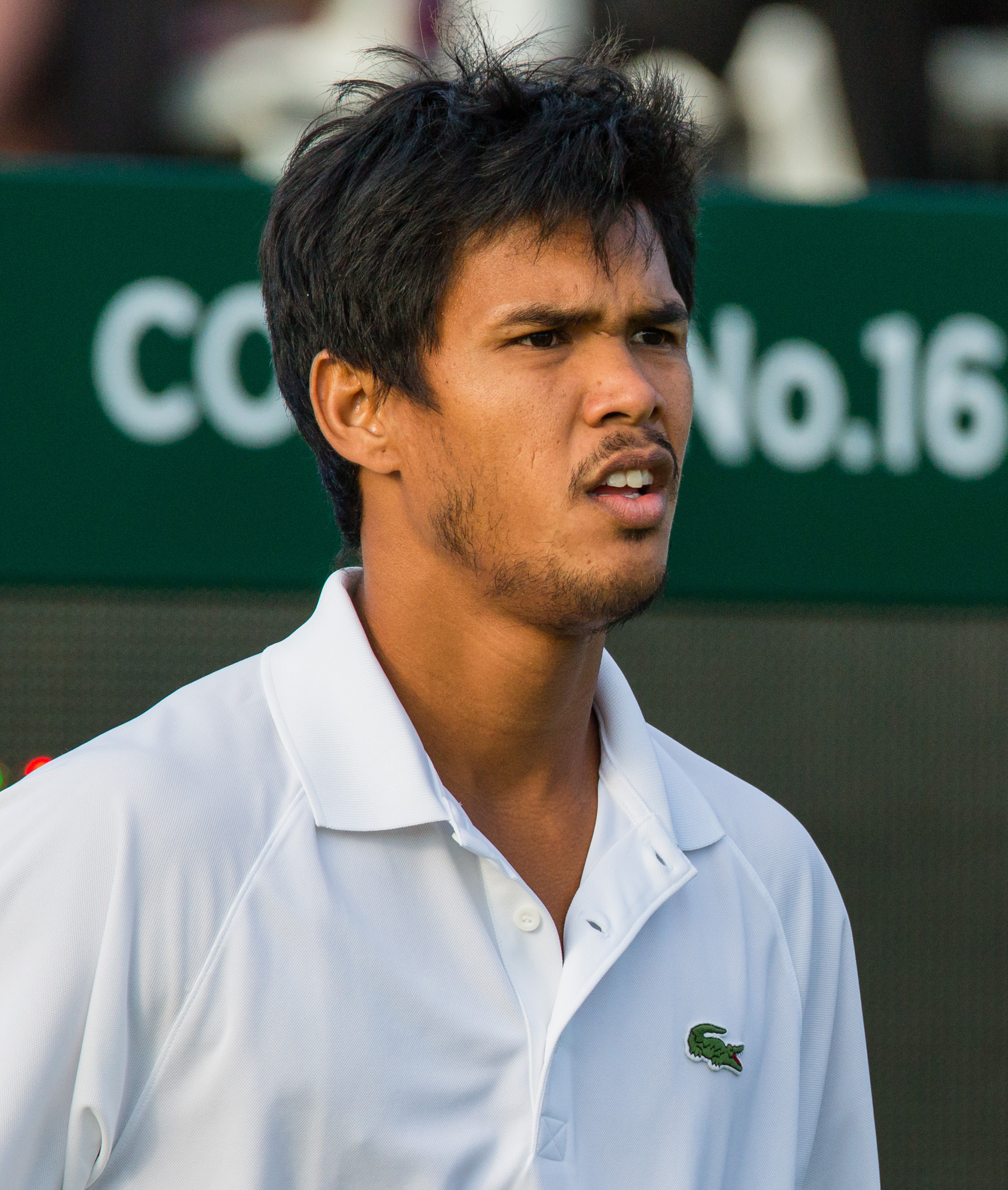
Somdev Devvarman el mejor singlista indio del

La principal figura del tenis en la India a nivel individual es Vijay Amritraj quien conquistó 16 títulos ATP y obtuvo 390 victorias durante los 70's y 80's, alcanzando el puesto No. 16 del ranking, lo sigue Ramesh Krishnan quien obtuvo 8 títulos y alcanzó el puesto 23 en 1985. Sin embargo India se ha destacado principalmente en la modalidad de dobles, en la cual ha tenido grandes figuras como Mahesh Bhupathi y Leander Paes ambos alcanzando el No. 1 del ranking ATP, siendo este último considerado entre los mejores de la historia en la modalidad.
A nivel de representación nacional, el Equipo de Copa Davis de India alcanzó la final de la Copa Davis en 1966, 1974, 1987. En 1974 India no disputó la final contra el Equipo de Copa Davis de Sudáfrica en rechazo a su política racista conocida como apartheid, siendo India el amplio favorito para ganar.
Actualmente Sumit Nagal lidera el tenis indio.

## Clasificación histórica
Lista con tenistas indios que han estado sobre el lugar 100 de la clasificación ATP.